# Floyd Little
Floyd Little (New Haven, 4 luglio 1942 – Las Vegas, 1º gennaio 2021) è stato un giocatore di football americano statunitense che ha giocato nel ruolo di running back per tutta la carriera con i Denver Broncos nella American Football League (AFL) e nella National Football League (NFL). Fu scelto come sesto assoluto nel Draft congiunto NFL-AFL del 1967. Al college ha giocato a football alla Syracuse University venendo premiato tre volte come All-American. Soprannominato "Franchise", è un membro della Pro Football Hall of Fame.

## Carriera
Little guidò la American Professional Football in yard corse nel 1969 e 1971. Al momento del ritiro era il settimo miglior corridore di tutti i tempi con 6.323 yard e 43 touchdown. Coi Broncos, Little fu il capitano della squadra sia nella sua stagione da rookie che nella sua ultima stagione.
Little fu uno dei primi giocatori inseriti nel Broncos Ring of Fame nel 1984. Nel 1971 fu il primo giocatore della franchigia a superare le mille yard corse in una stagione terminando con 1.133. Little fu il primo giocatore a guidare la propria conference in yard corse come membro di una squadra all'ultimo posto e il tredicesimo giocatore nel football professionistico a superare le mille yard in una stagione Fu un All-Star della AFL nel 1968 nell'anno successivo fu inserito nella formazione ideale della lega. 1969. Fu convocato per il Pro Bowl nel 1970, 1971 e 1973. Little era il più piccolo corridore ad aver guidato la lega in yard corse dalla Seconda guerra mondiale. Fu l'unico giocatore a ritornare dei punt sia nel 1967 che nel 1968.
Il 6 febbraio 2010, Floyd fu inserito nella Pro Football Hall of Fame. Fu il primo giocatore della storia dei Broncos a cui venne concesso l'onore del ritiro del numero di maglia.

## Palmarès
- (2) AFL All-Star (1968, 1969)
- (3) Pro Bowl (1970, 1971, 1973)
- Leader della NFL in touchdown su corsa (1973)
- Numero 44 ritirato dai Denver Broncos
- Formazione ideale del 50º anniversario dei Denver Broncos
- Pro Football Hall of Fame (classe del 2010)
- College Football Hall of Fame (classe del 1983)

## Statistiche
| Anno     | Squadra        | Gamre | Corse | Corse | Corse | Corse | Ricezioni | Ricezioni | Ricezioni | Ricezioni |
| Anno     | Squadra        | Gamre | Ten   | Yard  | Media | TD    | Ric       | Yard      | Media     | TD        |
| -------- | -------------- | ----- | ----- | ----- | ----- | ----- | --------- | --------- | --------- | --------- |
| 1967     | Denver Broncos | 13    | 130   | 381   | 2.9   | 1     | 7         | 11        | 1.6       | 0         |
| 1968     | Denver Broncos | 11    | 158   | 584   | 3.7   | 3     | 19        | 331       | 17.4      | 1         |
| 1969     | Denver Broncos | 9     | 146   | 729   | 5.0   | 6     | 19        | 218       | 11.5      | 1         |
| 1970     | Denver Broncos | 14    | 209   | 901   | 4.3   | 3     | 17        | 161       | 9.5       | 0         |
| 1971     | Denver Broncos | 13    | 284   | 1133  | 4.0   | 6     | 26        | 255       | 9.8       | 0         |
| 1972     | Denver Broncos | 14    | 216   | 859   | 4.0   | 9     | 28        | 367       | 13.1      | 4         |
| 1973     | Denver Broncos | 14    | 256   | 979   | 3.8   | 12    | 41        | 423       | 10.3      | 1         |
| 1974     | Denver Broncos | 14    | 117   | 312   | 2.7   | 1     | 29        | 344       | 11.9      | 0         |
| 1975     | Denver Broncos | 14    | 125   | 445   | 3.6   | 2     | 29        | 308       | 10.6      | 2         |
| Carriera |                | 117   | 1641  | 6323  | 3.9   | 43    | 215       | 2418      | 11.2      | 9         |